# Germersheim
Germersheim (in tedesco palatino Germersche) è una città di 20 706 abitanti della Renania-Palatinato, in Germania.
È capoluogo del circondario (Landkreis) omonimo (targa GER).

## Geografia

### Etimologia
Il toponimo Germersheim viene citato per la prima volta in un documento del 1090 nella Cronaca di Sinsheim come Germaresheim, mentre nel 1335 si trova la grafia Germansheim.
Secondo Philipp Melanchthon, di tutte le città, "Germersheim è la sola ad aver preso in prestito il suo nome dalla Germania" e per questo fu cantata anche da Johannes Posthius.
Il nome si riferisce presumibilmente a una "casa su un braccio paludoso del vecchio Reno", dove l'indoeuropeo ger sta per palude e l'antico alto-tedesco mari sta per brughiera. La parola base è l'antico alto-tedesco heim, che significa dimora, abitazione, casa.
Un altro nome colloquiale è città del lillà e dell'usignolo.

### Posizione geografica
La cittadina di Germersheim (anche detta Germino) sorge direttamente sulla sponda sinistra del fiume Reno, tra Ludwigshafen e Karlsruhe, circa 15 km a sud di Spira. Il fiume Queich attraversa il centro della città e sfocia nel Reno da sinistra. Si trova in Rheinland-Pfalz, Stato federale che confina con il Baden-Württemberg.

### Comuni confinanti
Confina con i comuni (in senso orario, da nord) Lingenfeld, Philippsburg e dall'altra parte del fiume con Hördt, Bellheim, Lustadt e Westheim.

### Suddivisione amministrativa
Germersheim è suddivisa in due parti: a nord si trova appunto la città di Germersheim e a sud quella di Sondernheim, annessa dal 22 aprile 1972.

### Clima
Il clima è relativamente mite, con estati calde e inverni senza neve. La temperatura media annuale registrata è pari a 10,9° C. A Germersheim piove raramente: il mese più asciutto è febbraio mentre quello con più precipitazioni è luglio. Le precipitazioni annuali sono di 768 mm. Nel 2008 Germersheim è stata la città della Rheinland-Pfalz più soleggiata, registrando 1 801 ore di sole.

## Storia

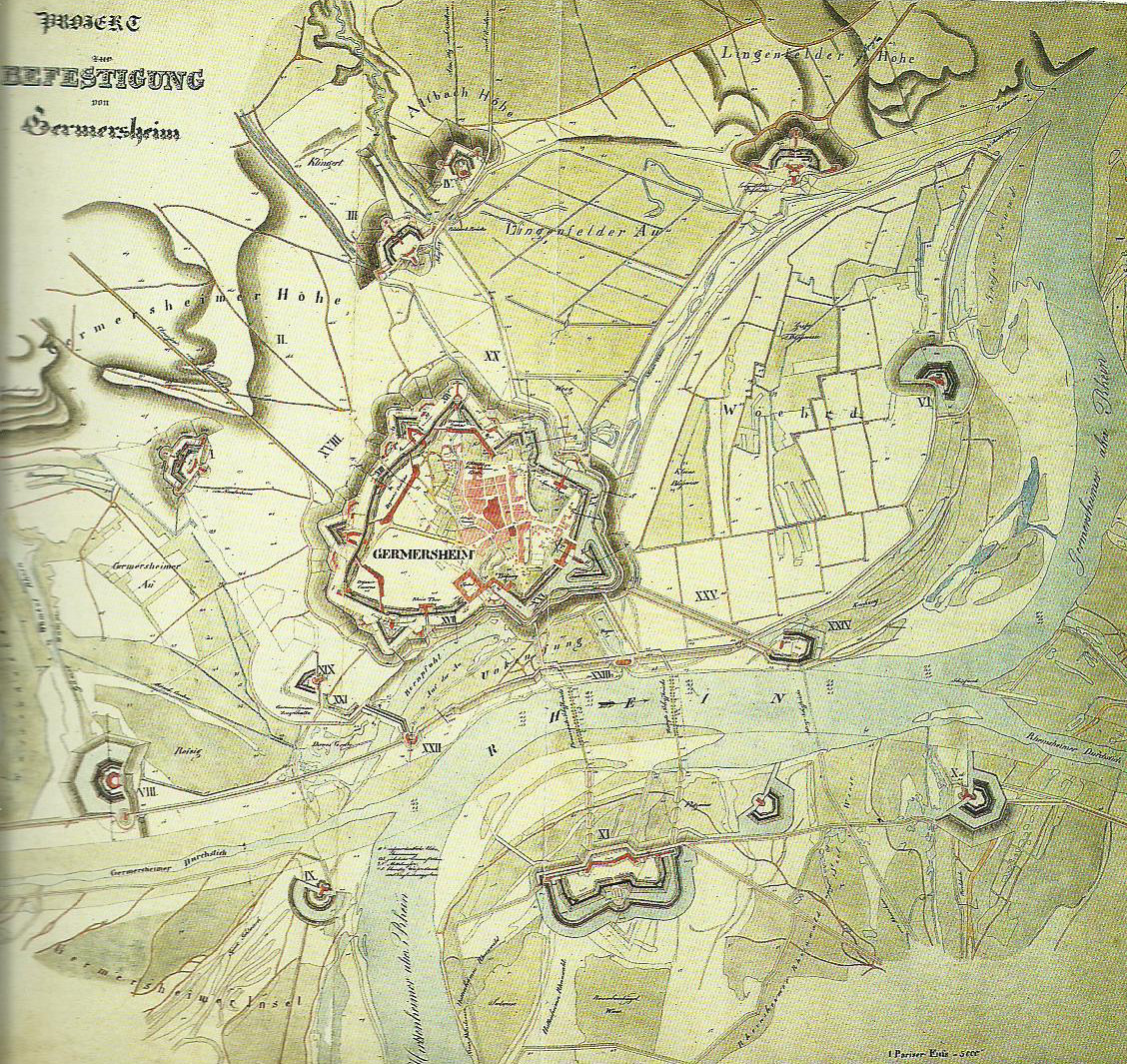
Mappa di Germersheim di 1834.

### Antica Roma
Prima dell'invasione della Gallia da parte di Giulio Cesare, nella regione vivevano Triboci e Vangioni. Dopo la conquista, venne istituita la provincia della Germania superiore che costituiva il confine dell'Impero romano contro i germani. Alcune piccole aree a est del fiume furono conquistate e annesse alla provincia romana di "Agri Decumates". In seguito all'invasione dei territori romani da parte di un numero sempre maggiore di tribù franche e alemanne, il confine fu abbandonato tra il 275 e il 276 e il limes fu spostato di nuovo verso il Reno. Per proteggere questo confine, i Romani costruirono un accampamento militare fortificato chiamato Vicus Julius probabilmente nell'odierna Germersheim, che durò fino al IV secolo. Dopo l'invasione della penisola italica da parte degli Ostrogoti nel 405, le truppe romane furono ritirate dal Palatinato nel 406.

### Medioevo
L'imperatore Corrado II fece costruire un castello sulle rive del Reno, sull'attuale Germersheim. La città, menzionata per la prima volta nel 1090, ottenne i privilegi di città dal re Rodolfo d'Asburgo il 18 agosto 1276. La leggenda racconta che il re, malato, avesse voluto morire a Spira e non a Germersheim.
Nel 1325 la città era sotto il dominio del re Ludovico IV, che la diede in pegno ai palatini. Poiché la città non fu riscattata dall'imperatore, il conte palatino Rodolfo II aggiunse Germersheim al suo dominio nel 1329. L'Ordine dei servi di Maria fondò un monastero nel 1298, che fu utilizzato fino al 1527.

### Età Moderna
La Riforma fu introdotta a Germersheim nel 1556.
Nel 1674 la città venne completamente distrutta dalle truppe francesi nella guerra franco-olandese: soltanto gli edifici di proprietà della chiesa rimasero in piedi. Con il Trattato di Rijswijk del 1697, Johann Wilhelm, cattolico romano, fece ampie concessioni al cattolicesimo affinché la chiesa di Germersheim potesse essere nuovamente utilizzata per le funzioni cattoliche. I francescani si stabilirono a Germersheim nel 1699 e vi rimasero fino al 1793.
Dal 1793 Germersheim appartenne alla Francia fino al 1814, facendo parte del Dipartimento del Mont-Tonnerre.
Dopo la fine delle guerre napoleoniche, Germersheim fu conquistata dall'Austria nel 1815  e nel 1816 divenne parte del Regno di Baviera. Nel 1834 iniziarono i lavori per la costruzione della fortezza, terminati nel 1861.
Nel 1921 la fortezza venne distrutta nel 1921, come stabilito dal Trattato di Versailles. Alcune parti della costruzione esistono ancora oggi, come ad esempio "Fronte Beckers", sede della Scuola di Musica della città. Fino al 1930, le truppe francesi rimasero a Germersheim nell'ambito dell'occupazione della Renania da parte delle potenze vincitrici della Prima guerra mondiale.
Nel 1972 Germersheim ha ospitato il Festival britannico del Rock.

## Società

### Evoluzione demografica
- 1925 –  3 308 (senza Sondernheim)
- 1933 –  3 735 (senza Sondernheim)
- 1939 –  5 858 (senza Sondernheim)
- 1994 – 15 876 (senza Sondernheim)

(jeweils zum 31. Dezember)
- 1998 – 20 210
- 1999 – 20 200
- 2000 – 20 134
- 2001 – 20 506
- 2002 – 20 542
- 2003 – 20 748
- 2004 – 20 906
- 2005 – 21 534

### Religione
Al 30 giugno 2005, il 35,8% degli abitanti era cattolico romano, il 26,6% protestante e il 37,4% non religioso o appartenente a un'altra denominazione. A settembre 2023, la percentuale di cattolici era del 21,9%, quella dei protestanti del 17,7% e i rimanenti del 60,4%.

## Politica
Attualmente il consiglio comunale di Germersheim conta 36 membri, scelti dai cittadini durante le elezioni comunali, il 7 luglio 2009. Il sindaco è Marcus Schaile (CDU) eletto con il 79% delle preferenze. Il mandato ha una durata complessiva di 8 anni.
Sindaci a partire dal 1900.
- 1900-1903: Ludwig Philipp Heené
- 1903-1908: Anton Kleehaas
- 1908-1911: Julius Ball
- 1912-1920: Jakob Diehl
- 1921-1931: Friedrich Schmidt
- 1931-1933: Heinrich Reible
- 1933-1936: Fritz Wolf (NSDAP)
- 1936-1945: Otto Angerer (NSDAP)
- 1945: Jakob Philipp Gutermann
- 1945-1952: August Ebinger
- 1952-1956: Fritz Wolf (Liste Fritz Wolf; zweite Amtszeit)
- 1956-1981: Siegfried Jantzer (CDU)
- 1982-2001: Benno Heiter (CDU)
- 2002-2009: Dieter Hänlein (CDU)
- 2010: Marcus Schaile (CDU)

| Il consiglio (2004) | Il consiglio (2004) | Il consiglio (2004) |
| ------------------- | ------------------- | ------------------- |
| Partito             | Percentuale         | Numero di posti     |
| CDU                 | 43,4                | 16                  |
| SPD                 | 15,2                | 9                   |
| FW                  | 10,5                | 4                   |
| AKTIVE              | 8,5                 | 3                   |
| REP                 | 8,3                 | 3                   |
| FDP                 | 4,9                 | 2                   |
| B90/Grüne           | 4,9                 | 2                   |
| IDEALE              | 4,4                 | 1                   |

### Gemellaggi
Germersheim è gemellata con la città di Tournus in Borgogna, Francia, dal 1963 e con la città di Zalaszentgrót in Ungheria dal 2005.

## Cultura

### Musei[8]
- Deutsches Straßenmuseum
- Stadt- und Festungsmuseum Germersheim: documenta la storia della città di Germersheim.
- Fondazione Museo Chiesa Ecumenica.
- Skulpturenmuseum Professor Deutsch.

### Musica
Dal 1986 c'è a Germersheim un'importante scuola di musica, con l'orchestra, che collabora di tanto in tanto con quella di Spira. Inoltre in città ci sono cori evangelisti e cattolici. Anche la scuola ha un suo coro con la relativa orchestra.

### Edifici importanti[9]
Parte della fortezza è ancora oggi visitabile. Da vedere:
- Festungspark „Fronte Lamotte“
- Weißenburger Tor
- Ludwigstor mit Stadt- und Festungsmuseum Germersheim
- Armeria col Deutschen Straßenmuseum e il Carnot'schen Mauer
- Fronte Beckers con Kultur- und Jugendzentrum Hufeisen e il Skulpturengarten
- Seysselkaserne (oggi sede della facoltà di traduzione, lingua e cultura dell'università Johannes Gutenberg di Magonza)

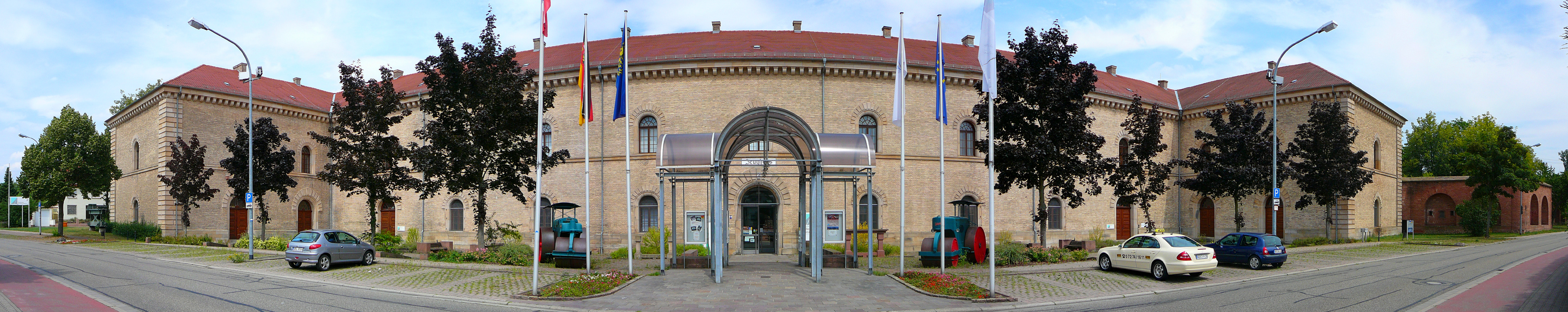
L'ex armeria ospita oggi il Deutsche Straßenmuseum.

- Chiesa cattolica St. Jakobus
- Chiesa protestante a Germersheim
- Chiesa protestante a Sondernheim
- Municipio.

### Parchi
- Fronte Beckers
- Fronte Lamotte
- Ludwigspark
- „Stadtgarten“

## Infrastrutture

### Trasporti
La città si trova all'incrocio delle strade federali Bundesstraße 9 (Speyer-Lauterbourg) e Bundesstraße 35 (Germersheim-Illingen).
La stazione ferroviaria di Germersheim e la stazione di Sondernheim si trovano sulla linea ferroviaria Schifferstadt-Wörth, aperta da nord a Germersheim nel 1864 e in tutta la sua lunghezza nel 1876. A Germersheim si diramano anche la ferrovia Bruhrain, completata nel 1877 in direzione Bruchsal. Germersheim è una stazione di snodo della S-Bahn Reno-Neckar da Mannheim/Ludwigshafen am Rhein, Bruchsal e Karlsruhe ed è anche il capolinea del tram-treno di Karlsruhe. Germersheim Mitte/Rhein e Germersheim Süd/Nolte sono altre due fermate nell'area cittadina.
A Germersheim si trova anche un porto renano di importanza nazionale, che gestisce principalmente il traffico di container.

## Istruzione
Nella città si trovano 14 asili nido.
A Germersheim si trovano un istituto professionale, la scuola elementare Eduard Orth, la Geschwister-Scholl-Realschule plus, il liceo Goethe, la Nardini-Schule e la Richard-von-Weizsäcker-Realschule plus. A Sondernheim si trova anche la scuola elementare Gottfried Tulla.
In città si trova anche il distaccamento dell'Università Johannes Gutenberg di Magonza.